# Atletismo nos Jogos Olímpicos de Verão da Juventude de 2010 - Arremesso de martelo feminino
As provas do arremesso de martelo feminino do atletismo nos Jogos Olímpicos de Verão da Juventude de 2010 foram realizadas nos dias 19 (qualificatória) e 23 de agosto (finais), no Estádio Bishan, em Cingapura. 17 atletas estavam inscritas neste evento.

## Medalhistas
| Ouro   | FRA Alexia Sedykh       |
| Prata  | BLR Alena Navahrodskaya |
| Bronze | CHN Xia Youlian         |

## Qualificatória
| Pos. | Nome                  | País               | 1     | 2     | 3     | 4     | Resultado | Notas | Final |
| ---- | --------------------- | ------------------ | ----- | ----- | ----- | ----- | --------- | ----- | ----- |
| 1    | Alena Navahrodskaya   | BLR Bielorrússia   | x     | 59.39 | x     | 56.30 | 59.39     |       | A     |
| 2    | Alexia Sedykh         | FRA França         | 58.02 | 58.90 | 58.00 | 59.02 | 59.02     |       | A     |
| 3    | Shelby Ashe           | USA Estados Unidos | 57.33 | 55.64 | 58.01 | x     | 58.01     |       | A     |
| 4    | Xia Youlian           | CHN China          | x     | x     | 58.00 | x     | 58.00     |       | A     |
| 5    | Agapi Proskynitpoulou | GRE Grécia         | x     | 54.68 | 55.60 | 56.60 | 56.60     |       | A     |
| 6    | Sandra Malinowska     | POL Polônia        | 55.30 | 54.45 | x     | x     | 55.30     |       | A     |
| 7    | Bianca Lazar Fazecas  | ROM Romênia        | 55.06 | x     | 53.13 | x     | 55.06     |       | A     |
| 8    | Fruzsina Fertig       | HUN Hungria        | x     | 53.91 | 53.84 | x     | 53.91     |       | A     |
| 9    | Junia Koivu           | FIN Finlândia      | 50.94 | 50.92 | 51.14 | x     | 51.14     |       | A     |
| 10   | Francesca Massobrio   | ITA Itália         | 46.59 | 50.73 | 50.31 | 49.55 | 50.73     |       | B     |
| 11   | Julia Ratcliffe       | NZL Nova Zelândia  | x     | x     | 50.41 | 46.83 | 50.41     |       | B     |
| 12   | Louisa James          | GBR Grã-Bretanha   | x     | x     | 49.94 | x     | 49.94     |       | B     |
| 13   | Marianne Fuentes Díaz | CUB Cuba           | x     | 48.89 | x     | x     | 48.89     |       | B     |
| 14   | Jennifer Nevado       | ESP Espanha        | 48.65 | 46.00 | 47.19 | 45.88 | 48.65     |       | B     |
| 15   | Paola Miranda         | PAR Paraguai       | 47.72 | 47.39 | x     | 47.16 | 47.72     |       | B     |
| 16   | Ashrakt Metwaly       | EGY Egito          | 45.77 | x     | x     | 45.19 | 45.77     |       | B     |
| 17   | Nabiha Gueddah        | TUN Tunísia        | x     | 42.72 | 43.92 | x     | 43.92     |       | B     |

## Finais

### Final B
| Pos. | Nome                  | País              | 1     | 2     | 3     | 4     | Resultado | Notas      |
| ---- | --------------------- | ----------------- | ----- | ----- | ----- | ----- | --------- | ---------- |
| 1    | Louisa James          | GBR Grã-Bretanha  | 52.81 | 53.21 | 52.96 | 52.85 | 53.21     |            |
| 2    | Julia Ratcliffe       | NZL Nova Zelândia | x     | 50.49 | x     | 50.08 | 50.49     |            |
| 3    | Marianne Fuentes Díaz | CUB Cuba          | x     | x     | x     | 49.59 | 49.59     |            |
| 4    | Jennifer Nevado       | ESP Espanha       | x     | 48.03 | 48.55 | 46.73 | 48.55     |            |
| 5    | Francesca Massobrio   | ITA Itália        | x     | x     | 47.85 | 48.43 | 48.43     |            |
| 6    | Nabiha Gueddah        | TUN Tunísia       | 47.95 | 47.05 | 45.27 | x     | 47.95     |            |
|      | Ashrakt Metwaly       | EGY Egito         |       |       |       |       |           | Não largou |
|      | Paola Miranda         | PAR Paraguai      |       |       |       |       |           | Não largou |

### Final A
| Pos.              | Nome                   | País               | 1     | 2     | 3     | 4     | Resultado | Notas |
| ----------------- | ---------------------- | ------------------ | ----- | ----- | ----- | ----- | --------- | ----- |
| Medalha de ouro   | Alexia Sedykh          | FRA França         | x     | x     | 59.08 | x     | 59.08     |       |
| Medalha de prata  | Alena Navahrodskaya    | BLR Bielorrússia   | 53.39 | x     | 56.02 | 57.34 | 57.34     |       |
| Medalha de bronze | Xia Youlian            | CHN China          | 55.38 | 55.88 | 54.38 | 56.62 | 56.62     |       |
| 4                 | Sandra Malinowska      | POL Polônia        | 52.69 | x     | x     | 50.55 | 52.69     |       |
| 5                 | Junia Koivu            | FIN Finlândia      | 51.41 | 52.19 | x     | x     | 52.19     |       |
| 6                 | Bianca Lazar Fazecas   | ROU Romênia        | x     | x     | 43.07 | 51.28 | 51.28     |       |
| 7                 | Fruzsina Fertig        | HUN Hungria        | x     | 51.01 | 49.73 | x     | 51.01     |       |
| 8                 | Shelby Ashe            | USA Estados Unidos | x     | 49.16 | x     | 48.63 | 49.16     |       |
| 9                 | Agapi Proskynitopoulou | GRE Grécia         | x     | 48.76 | 47.98 | 48.29 | 48.76     |       |